# Sergej Lisunov
Sergej Andreevič Lisunov (in russo Сергей Андреевич Лисунов?; Volgograd, 12 ottobre 1986) è un pallanuotista russo, vincitore di cinque campionati russi, quattro Coppe di Russia e una LEN Euro Cup con la calottina dello Spartak Volgograd.

## Palmarès
- Campionato russo: 10

Spartak: 2010, 2011, 2012, 2013, 2014, 2015, 2016, 2017
Dinamo Mosca: 2018, 2019
- Coppa di Russia maschile: 7

Spartak: 2007, 2009, 2012, 2013, 2015
Dinamo Mosca: 2018, 2019
- Coppe LEN: 1

Spartak: 2014